# قاچاق انسان در اتریش
قاچاق انسان در اتریش (انگلیسی: Human trafficking in Austria) بعنوان یک کشور مقصد و ترانزیت برای زنان، مردان و کودکان، بخصوص به‌هدف فحشاء و کار اجباری صورت می‌گیرد.

## جزئیات
قربانیان معمولاً از کشورهای اروپای شرقی، آفریقا و آسیا هستند. گزارش‌ها حاکی از آن است که مردم اتریش در سال ۲۰۰۹ مبلغ ۴٫۳ میلیارد دلار برای خدمتکاران خانگی پرداخت کردند؛ اعتقاد بر این است که استثمار در این بخش یک مشکل مهم است. قربانیان قاچاق برای کار اجباری در صنایع کشاورزی، ساختمانی، رستوران و صنعت گردشگری استفاده می‌شود.
گدائی اجباری که شامل کودکان کولی و سایرممالک اروپای شرقی می‌شود، یک مشکل دیگر است.
یک سازمان غیردولتی «سازمان مردم‌نهاد» (NGO) که عمدتاً با قربانیان قاچاق انسان در نیجریه سر و کار دارد، گزارش داد که قاچاقچیان از پروسه‌های قانونی و پرونده پناهندگی برای کنترل قربانیان خود و استفاده قانونی از آنها در اتریش استفاده می‌کنند.

## اقدامات دولت
دولت اتریش به‌طور کامل از حداقل استانداردهای حذف قاچاق تبعیت می‌کند. دولت تعداد زیادی از قربانیان قاچاق انسان را جهت کمک به آنها، شناسایی کرد و پلیس برای اجرای قانون در قبال قربانیان یک رویکرد و تلاش فزاینده ای از خود نشان داد. در تلاش برای جلوگیری از کار اجباری، دولت مقررات خود را در سال ۲۰۰۹ اصلاح کرد تا همه خدمتکاران خانگی خارجی را به صورت شخصی به وزارت امور خارجه فرا بخواند، تا در صورتیکه قربانی کار اجباری و استثمار هستند، اطلاعاتی در مورد نحوه دریافت کمک به آنها بدهد. این موضوع به اطلاع سفارتخانه‌های خارجی در اتریش رسانده شد. با این وجود، دولت اتریش مجازات کافی برای مجرمان محکوم به قاچاق انسان را در نظر نگرفته‌است.

## موضعگیری‌ها
اداره دیده‌بانی و مبارزه با قاچاق انسان در وزارت خارجه ایالات متحده آمریکا، این کشور را در سال ۲۰۱۷ در سطح اول "Tier 1" کشورهای (مبارزه با قاچاق انسان) قرار داد.